# Florida State Road 570
Florida State Road 570 (kallas även för Polk Parkway) är en 40 kilometer lång halv ringväg runt staden Lakeland, i Polk County i Florida i USA. Tillsammans med en del av Interstate 4 så bildas en ringväg runt Lakeland. Det kostar minst 0,25 dollar att resa på vägen